# Tälläng
Tälläng är en by ca två mil utanför Vetlanda mot Hultsfred.
Här finns ett sågverk och snickerifabrik. Genom byn går Riksväg 47 och ett smalspår.